# Калиновка (Широковский район)
Калиновка (укр. Калинівка) — село,
Розылюксембургский сельский совет,
Широковский район,
Днепропетровская область,
Украина.
Код КОАТУУ — 1225885703. Население по переписи 2001 года составляло 109 человек .

## Географическое положение
Село Калиновка находится на расстоянии в 1,5 км от сёл Гречаные Поды и Трудолюбовка.
Рядом проходит автомобильная дорога Н-23.